# Авасімаура

38°28′ пн. ш. 139°15′ сх. д. / 38.467° пн. ш. 139.250° сх. д.
Авасімау́ра (яп. 粟島浦村, あわしまうらむら, МФА: [awaɕima.uɾa muɾa]) — село в Японії, в повіті Івафуне префектури Ніїґата. Станом на 1 квітня 2009 площа села становила 9,86 км². Станом на 1 червня 2011 населення села становило 365 осіб. До села належить остів [Авасіма (Ніїґата)[|Авасіма]].